# Campeonato Mundial de Corta-Mato de 1986
O 14º Campeonato Mundial de Corta-Mato foi realizado em 23 de março de 1986, em Colombier (Neuchâtel, Suíça). Houve um total de 670 atletas participantes de 57 países.

## Resultados

### Corrida Longa Masculina

#### Individual
| Medalha | Atleta         | País    | Tempo       |
| Ouro    | John Ngugi     | Quênia  | 35:32.9 min |
| Prata   | Abebe Mekonnen | Etiópia | 35:34.8 min |
| Bronze  | Joseph Kiptum  | Quênia  | 35:39.8 min |

#### Equipas
| Medalha | Selecção | Marca   |
| Ouro    | Quênia · John Ngugi (1º) · Joseph Kiptum (3º) · Paul Kipkoech (5º) · Kipsubai Koskei (7º) · Some Muge (8º) · Andrew Masai (21º)                   | 45 pts  |
| Prata   | Etiópia · Abebe Mekonnen (2º) · Bekele Debele (4º) · Wolde Silasse Melkessa (26º) · Mohamed Kedir (27º) · Wodajo Bulti (28º) · Haji Bulbula (32º) | 119 pts |
| Bronze  | Estados Unidos · Pat Porter (6º) · John Easker (10º) · Ed Eyestone (13º) · Bruce Bickford (15º) · Alan Scharsu (79º) · Craig Virgin (81º)         | 204 pts |

### Corrida Júnior Masculina

#### Individual
| Medalha | Atleta        | País    | Tempo       |
| Ouro    | Melese Feissa | Etiópia | 22:47.6 min |
| Prata   | Sammy Bitok   | Quênia  | 22:52.7 min |
| Bronze  | Demeke Bekele | Etiópia | 22:56 min   |

#### Equipas
| Medalha | Selecção | Marca  |
| Ouro    | Etiópia  | 13 pts |
| Prata   | Quênia   | 32 pts |
| Bronze  | Espanha  | 52 pts |

### Corrida Longa Feminina

#### Individual
| Medalha | Atleta          | País           | Tempo       |
| Ouro    | Zola Budd       | Inglaterra     | 14:49.6 min |
| Prata   | Lynn Jennings   | Estados Unidos | 15:07.8 min |
| Bronze  | Annette Sergent | França         | 15:12.2 min |

#### Equipas
| Medalha | Selecção                                                                                            | Marca  |
| Ouro    | Inglaterra · Zola Budd (1ª) · Carole Bradford (10ª) · Ruth Partridge (20ª) · Jane Shields (34ª)     | 65 pts |
| Prata   | Nova Zelândia · Christine McMiken (7ª) · Gail Rear (18ª) · Mary O'Connor (19ª) · Wendy Renner (23ª) | 67 pts |
| Bronze  | França · Annette Sergent (3ª) · Martine Fays (4ª) · Anne Viallix (26ª) · Jacqueline Lefeuvre (43ª)  | 67 pts |